# Aeonium tenensis
Aeonium tenensis là một loài thực vật có hoa trong họ Crassulaceae. Loài này được Bramwell & G.D.Rowley miêu tả khoa học đầu tiên năm 1973.